# Fórnoles (kommunhuvudort)
Fórnoles är en kommunhuvudort i Spanien.   Den ligger i provinsen Provincia de Teruel och regionen Aragonien, i den östra delen av landet, 300 km öster om huvudstaden Madrid. Fórnoles ligger 716 meter över havet och antalet invånare är 105.
Terrängen runt Fórnoles är kuperad söderut, men norrut är den platt. Runt Fórnoles är det glesbefolkat, med 8 invånare per kvadratkilometer. Närmaste större samhälle är Calanda, 19,9 km väster om Fórnoles. 